# (13327) Reitsema
(13327) Reitsema est un astéroïde de la ceinture principale.

## Description
(13327) Reitsema est un astéroïde de la ceinture principale. Il fut découvert le 17 septembre 1998 à la station Anderson Mesa par le programme LONEOS. Il présente une orbite caractérisée par un demi-grand axe de 3,10 UA, une excentricité de 0,16 et une inclinaison de 3,2° par rapport à l'écliptique. Il est nommé en l'honneur de l'astronome américain Harold Reitsema.

## Compléments